# خوسيه ماريا غالاردو دل ري
خوسيه ماريا غالاردو دل ري (بالإسبانية: José María Gallardo Del Rey)‏ هو ملحن إسباني، ولد في 18 مايو 1961 في برشلونة في إسبانيا.

## وصلات خارجية
- خوسيه ماريا غالاردو دل ري على موقع ميوزك برينز (الإنجليزية)
- خوسيه ماريا غالاردو دل ري على موقع ديسكوغز (الإنجليزية)